# كونراد نوردال
كونراد نوردال (بالنرويجية البوكمول: Konrad Nordahl)‏ هو كاتب يوميات ونقابي وسياسي نرويجي، ولد في 25 سبتمبر 1897 في النرويج، وتوفي في 22 مايو 1975. حزبياً، نشط في حزب العمال. وقد انتخب عضو برلمان النرويج ‏.